# 华东师范大学化学与分子工程学院
31°01′51″N 121°27′00″E / 31.03097°N 121.450049°E
化学与分子工程学院，为华东师范大学的一个学院，成立于2015年1月，由原理工学院化学系、上海市绿色化学与化工过程绿色化重点实验室、上海分子治疗与新药创制工程技术研究中心组建而成。学院的前身化学系成立于1951年，由大夏大学、光华大学、圣约翰大学、沪江大学和同济大学等校化学系部分专业合并组建。

## 历史
1951年10月16日，华东师范大学成立，大夏大学化学系和光华大学化学系合并成为华东师范大学化学系，使其成为华东师范大学最早成立的理科院系之一。1952年，华东教育部对华东地区的高校进行了全面的院系调整。9月，圣约翰大学化学系并入，并从交通大学、同济大学、浙江大学、沪江大学等校调入化学学科的教师多人，同时将化学系设在原圣约翰大学旧址（华东师大分部）。原圣约翰大学理学院院长陈联磐任化学系副主任，原沪江大学化学系主任唐宁康任化学系主任。在院系调整中，华东师范大学参与了华东化工学院（现华东理工大学）的筹建工作，并调出部分师资支援其他高校，化学系多位教授（如邵家麟、陈子元）先后调往华东化工学院（现华东理工大学）、浙江农学院（今属浙江大学农业生命环境学部）。
1972年5月，上海师范学院化学系、上海半工半读师范学院化学系、上海教育学院化学系并入华东师范大学化学系，同时华东师范大学改名为上海师范大学，华东师范大学化学系改为上海师范大学化学系。1980年8月15日，经教育部批准恢复华东师范大学校名，上海师范大学化学系改为华东师范大学化学系。之后建立了应用化学本科专业。
1993年初，华东师范大学实行校、院、系三级管理、院为实体的管理体制，华东师范大学化学系改为华东师范大学化学与生命科学学院化学系。1998年9月，上海教育学院化学系、上海第二教育学院化学系并入华东师范大学化学与生命科学学院化学系。2001年4月，学校进行院系调整，化学系并入理工学院，成为华东师范大学理工学院化学系。2006年，学校主体搬迁到闵行校区，化学系分设中北校区和闵行校区两个校区。
2015年1月，华东师范大学化学与分子工程学院成立，由原理工学院化学系、上海市绿色化学与化工过程绿色化重点实验室、上海分子治疗与新药创制工程技术研究中心组建而成。2016年起，化学与分子工程学院与中国科学院上海有机化学研究所及中国科学院大连化学物理研究所联合招收化学专业本科生“化学菁英班”，从化学类新生中择优选拔，每届不超过30人。

## 学院现状
化学与分子工程学院下辖化学系、上海市绿色化学与化工过程绿色化重点实验室、上海分子治疗与新药创制工程技术研究中心，位于中北校区和闵行校区两个校区。拥有化学学科一级学科博士点，有无机化学、分析化学、有机化学、物理化学、高分子化学和物理、课程与教学论（化学）6个博士学位授予点，另加应用化学和化学教育专业共8个硕士学位授予点。其中，化学学科排名位居中国和世界前列。
化学与分子工程学院与巴黎高师集团建立了联合培养博士研究生机制，并与美国、日本、德国、加拿大、英国等一些国家的高等学校建立了联系。

## 历任负责人
| 负责人姓名 | 任期          |
| ---------- | ------------- |
| 邵家麟     | 1951年-1952年 |
| 唐宁康     | 1952年-1958年 |
| 夏炎       | 1958年-1966年 |
| 夏炎       | 1977年-1984年 |
| 陈邦林     | 1984年-1988年 |
| 刘恒椽     | 1988年-1991年 |
| 金利通     | 1991年-1994年 |
| 叶建农     | 1994年-1997年 |
| 陆嘉星     | 1997年-2008年 |
| 何品刚     | 2008年-2012年 |
| 施国跃     | 2012年-2013年 |
| 鲜跃仲     | 2013年-2015年 |
| 何鸣元     | 2015年-       |

## 校友
- 余金权，美国化学家，1987年毕业。